# Système de gestion de base de données relationnel-objet
Un système de gestion de base de données est un ensemble de logiciels qui servent à manipuler des bases de données. Dans un système de gestion de base de données relationnel-objet (SGBDRO) l'information est représentée sous forme d'objets comme dans la programmation orientée objet. 
Un SGBDRO rend les objets de la base de données accessibles aux langages orientés-objets comme s'il s'agissait d'objets de ces langages. Un SGBDRO étend les capacités du langage de programmation de façon transparente au niveau de la persistance des données, du contrôle des actions concurrentes, de la récupération de données, des requêtes associatives…
Certains SGBDRO sont conçus pour fonctionner avec des langages orientés-objets connus comme Java, C#, Visual Basic, .NET, C++ et Smalltalk. D'autres ont leur propre langage de programmation.

## Technique
La plupart des SGBDRO offrent un langage d'interrogation qui permet de retrouver les objets avec une approche déclarative. C'est dans cette partie des SGBDRO que la différence entre les produits se fait sentir. Une tentative de standardisation a été conduite par l’Object Data Management Group (ODMG) avec le OQL (langage d'interrogation objet).
L'accès aux données est généralement plus rapide car les jointures sont rarement nécessaires. En effet, les objets peuvent être accédés directement par un pointeur, sans faire de recherche.
La façon de définir le schéma d'une base de données est également un point de différence entre les produits. Cependant, une caractéristique générale est que le langage de programmation et le schéma de la base de données utilisent les mêmes types pour définir les données.

## Exemples
- PostgreSQL
- Oracle Database (> V8)